# Claire Donahue
Claire Donahue (Dallas (Texas), 12 januari 1989) is een Amerikaanse voormalige zwemster. Ze vertegenwoordigde haar vaderland op de Olympische Zomerspelen 2012 in Londen.

## Carrière
Bij haar internationale debuut, op de Pan-Amerikaanse Spelen 2011 in Guadalajara, veroverde Donahue de gouden medaille op de 100 meter vlinderslag. Samen met Rachel Bootsma, Annie Chandler en Amanda Kendall sleepte ze de gouden medaille in de wacht op de 4x100 meter wisselslag.
Tijdens de Olympische Zomerspelen 2012 in Londen eindigde de Amerikaanse als zevende op de 100 meter vlinderslag. Op de 4x100 meter wisselslag zwom ze samen met Rachel Bootsma, Breeja Larson en Jessica Hardy in de series, in de finale legden Missy Franklin, Rebecca Soni, Dana Vollmer en Allison Schmitt beslag op de gouden medaille. Voor haar inspanningen in de series werd Donahue beloond met de gouden medaille. Op de wereldkampioenschappen kortebaanzwemmen 2012 in Istanboel eindigde Donahue als vijfde op de 100 meter vlinderslag en als zesde op de 50 meter vlinderslag, samen met Olivia Smoliga, Jessica Hardy en Megan Romano veroverde ze de bronzen medaille op de 4x100 meter wisselslag.

## Internationale toernooien
| Jaar | Olympische Spelen                                                      | WK langebaan                                                           | WK kortebaan                                                                         | PanPacs                                | Pan-Amerikaanse Spelen               |
| ---- | ---------------------------------------------------------------------- | ---------------------------------------------------------------------- | ------------------------------------------------------------------------------------ | -------------------------------------- | ------------------------------------ |
| 2011 |                                                                        | geen deelname                                                          |                                                                                      |                                        | 100m vlinderslag · 4x100m wisselslag |
| 2012 | 7e 100m vlinderslag · 4x100m wisselslag · Donahue zwom enkel de series |                                                                        | 6e 50m vlinderslag · 5e 100m vlinderslag · 4x100m wisselslag                         |                                        |                                      |
| 2013 |                                                                        | 4x100m wisselslag · Donahue zwom enkel de series · 8e 100m vlinderslag |                                                                                      |                                        |                                      |
| 2014 |                                                                        |                                                                        | 10e 50m vlinderslag · 14e 100m vlinderslag · 4x50m wisselslag · 9e 4x100m wisselslag | 29e 50m vrije slag 6e 100m vlinderslag |                                      |
| 2015 |                                                                        | 17e 50m vlinderslag 20e 100m vlinderslag                               |                                                                                      |                                        | geen deelname                        |
| 2016 | geen deelname                                                          |                                                                        | geen deelname                                                                        |                                        |                                      |
| 2017 |                                                                        | geen deelname                                                          |                                                                                      |                                        |                                      |

## Persoonlijke records
Kortebaan
| Afstand          | Tijd    | Datum            | Plaats  |
| ---------------- | ------- | ---------------- | ------- |
| 50m vlinderslag  | 25,84   | 4 december 2014  | Doha    |
| 100m vlinderslag | 56,83   | 20 december 2013 | Glasgow |
| 200m vlinderslag | 2.07,61 | 17 december 2011 | Atlanta |

Langebaan
| Afstand          | Tijd    | Datum            | Plaats  |
| ---------------- | ------- | ---------------- | ------- |
| 100m vlinderslag | 57,42   | 28 juli 2012     | Londen  |
| 200m vlinderslag | 2.10,16 | 21 december 2013 | Glasgow |